# Archaeogerydus croton
Archaeogerydus croton är en fjärilsart som beskrevs av William Doherty 1889. Archaeogerydus croton ingår i släktet Archaeogerydus och familjen juvelvingar. Inga underarter finns listade i Catalogue of Life.